# Vlist (rivière)
Pour les articles homonymes, voir Vlist.

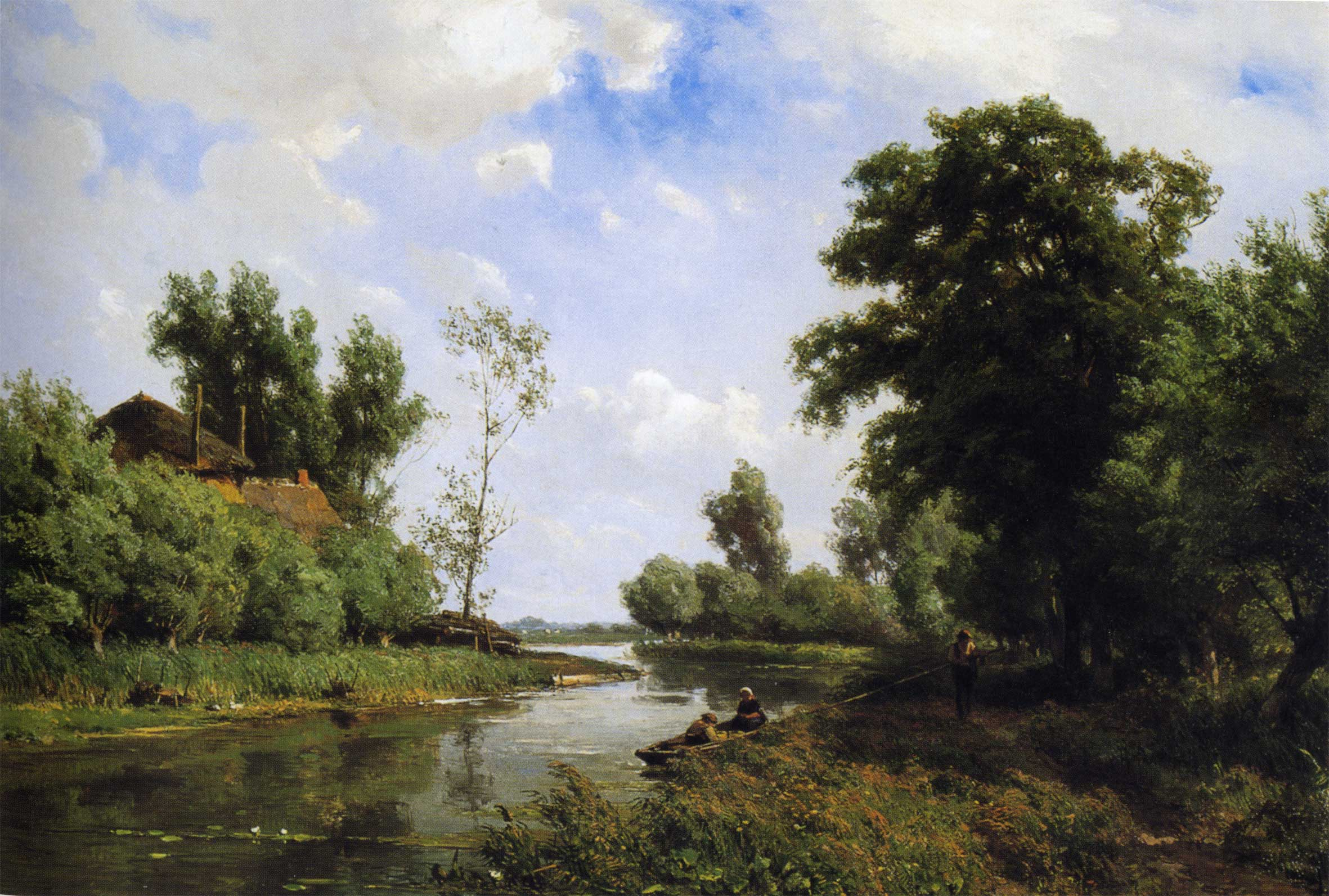
Une peinture du Vlist de Jan Willem van Borselen (1825-1892).

Le Vlist est une rivière néerlandaise de la Hollande-Méridionale. C'est un affluent de l'IJssel hollandais d'une longueur environnant les 10 km.

## Géographie
Le Vlist coule entre Schoonhoven et Haastrecht, dans un sens sud-nord. Il traverse Bonrepas et Vlist, village qui tire son nom de la rivière. À Haastrecht, le Vlist se jette dans l'IJssel hollandais.
De nos jours, la rivière a essentiellement une vocation touristique.

## Histoire
Le Vlist est une rivière des marais. Autrefois, une des fonctions de cette rivière était d'évacuer les eaux des polders environnant. Par conséquent, beaucoup de moulins à vent bordaient le Vlist, dont on se servait pour pomper l'eau des polders. Le Vlist permettait également le transport fluvial des marchandises entre Schoonhoven et Utrecht.
Le 28 juin 1787, Wilhelmine de Prusse, la femme du stathouder Guillaume V a été arrêtée sur les rives du Vlist, près de Bonrepas, par des patriotes de Gouda. Ensuite elle a été emprisonnée dans une ferme à Goejanverwellesluis.

## Source
- (nl) Cet article est partiellement ou en totalité issu de l’article de Wikipédia en néerlandais intitulé « Vlist (rivier) » (voir la liste des auteurs).